# Stenorhynchosaurus
Stenorhynchosaurus (лат.) — вымерший род плезиозавров из семейства Pliosauridae, обитавших в раннем меловом периоде на территории Южной Америки. Типовой и единственный вид — Stenorhynchosaurus munozi. Плиозаврид средних размеров, взрослые особи достигали 7 м в длину.

## Открытие и этимология

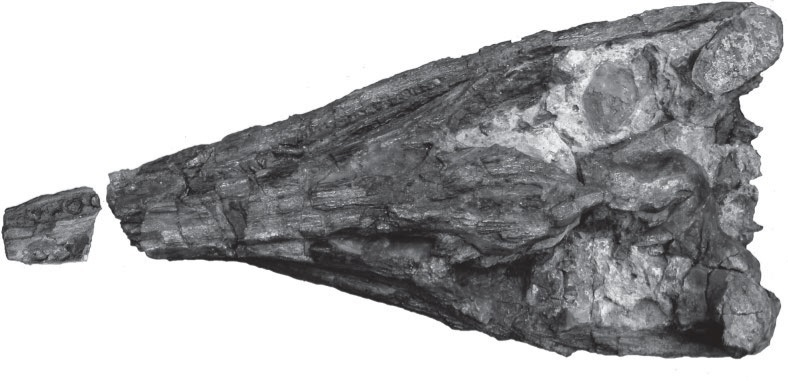
Череп голотипа S. munozi

Окаменелости передней части рыла плезиозавра обнаружены в 2000 году на участке Хорхе Муньоса в Лома-ла-Кабрера, недалеко от Вилья-де-Лейва в Бояке, Колумбия, в породах морского происхождения, относящихся к позднему барремскому веку мелового периода. Муньос сообщил о находке местным властям, которые, в свою очередь, уведомили об этом сотрудников Геологического музея Хосе Ройо-и-Гомеса, находящегося в ведении агентства «Колумбийские геологические исследования» в Боготе. C 2004 по 2005 год в сотрудничестве с Колумбийским геобиологическим фондом (исп. Fundación Colombiana de Geobiología) были проведены раскопки почти полного скелета, после чего остаnки перевезли в Боготу, присвоив каталожный номер VL17052004-1, для подготовки и изучения.
Остатки обнаружены главным образом в сегменте C в слоях Arcillolitas Abigarradas формации Пайя, с каолинитовым аргиллитом, соответствующим приливно-отливной морской среде, с несколькими образцами аммонитов или их отпечатками в матрице породы, в том числе одним внутри черепа. К этим аммонитам относятся виды Gerhardtia galeatoides, G. provincialis и род Heinzia, типичный для барремского века. Немецкий палеонтолог Оливер Хампе подготовил первоначальное описание образца в 2005 году, классифицировав его как Brachauchenius sp., то есть как неопределённый вид этого рода, ранее зарегистрированный только в верхнемеловых отложениях Соединенных Штатов, и являющийся первым признаком присутствия неромалеозавридных плиозавров после перерыва между берриасским и готеривским веками. В 2016 году Мария-Парамо, Марсела Гомес-Перес, Фернандо Этайо и Лесли Ноэ опубликовали более полное описание и обозначили VL17052004-1 как голотип нового рода и вида — Stenorhynchosaurus munozi.
Название рода происходит от др.-греч. stenos — узкий, др.-греч. rhynchos — морда и др.-греч. sauros — ящерица, в то время как видовое название munozi дано в честь Хорхе Муньоса за то, что он обнаружил и сообщил об окаменелости.